# 8338 Ральхан
8338 Ральхан (8338 Ralhan) — астероїд головного поясу, відкритий 27 березня 1985 року.
Тіссеранів параметр щодо Юпітера — 3,587.